# 龍野西サービスエリア
龍野西サービスエリア（たつのにしサービスエリア）は、兵庫県たつの市揖西町にある山陽自動車道のサービスエリアである。

## 概要

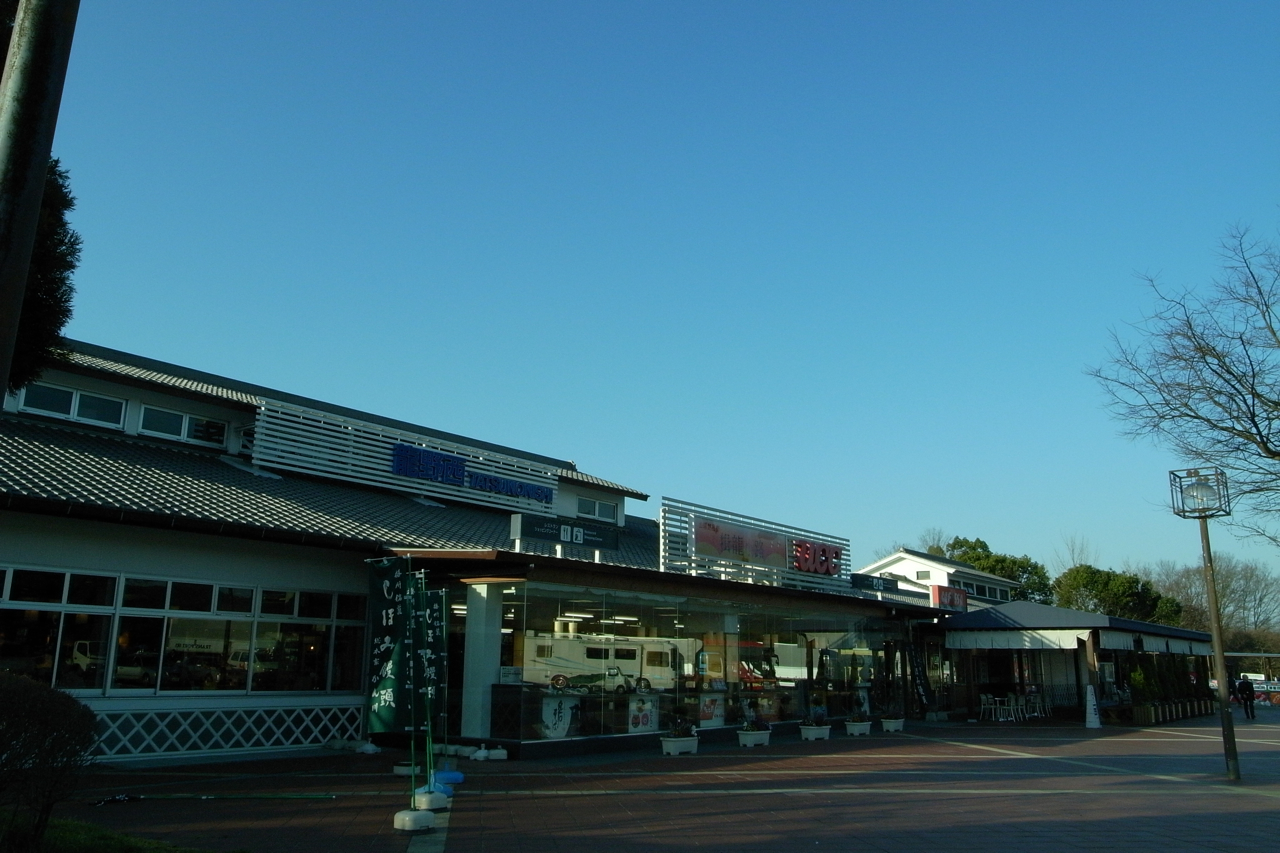
岡山方面

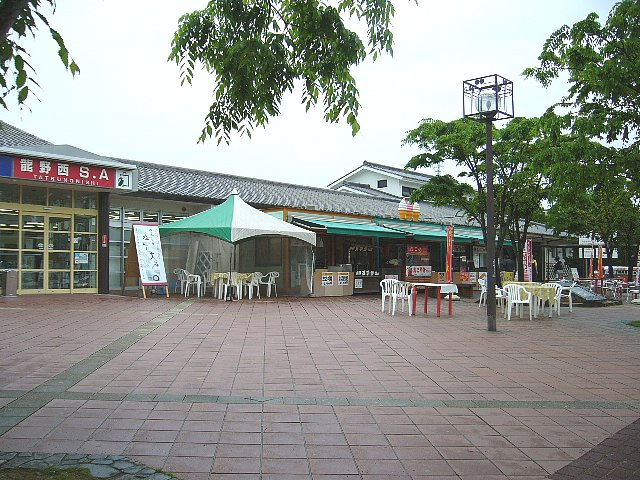
旧デザイン時の建物
（2006年撮影）

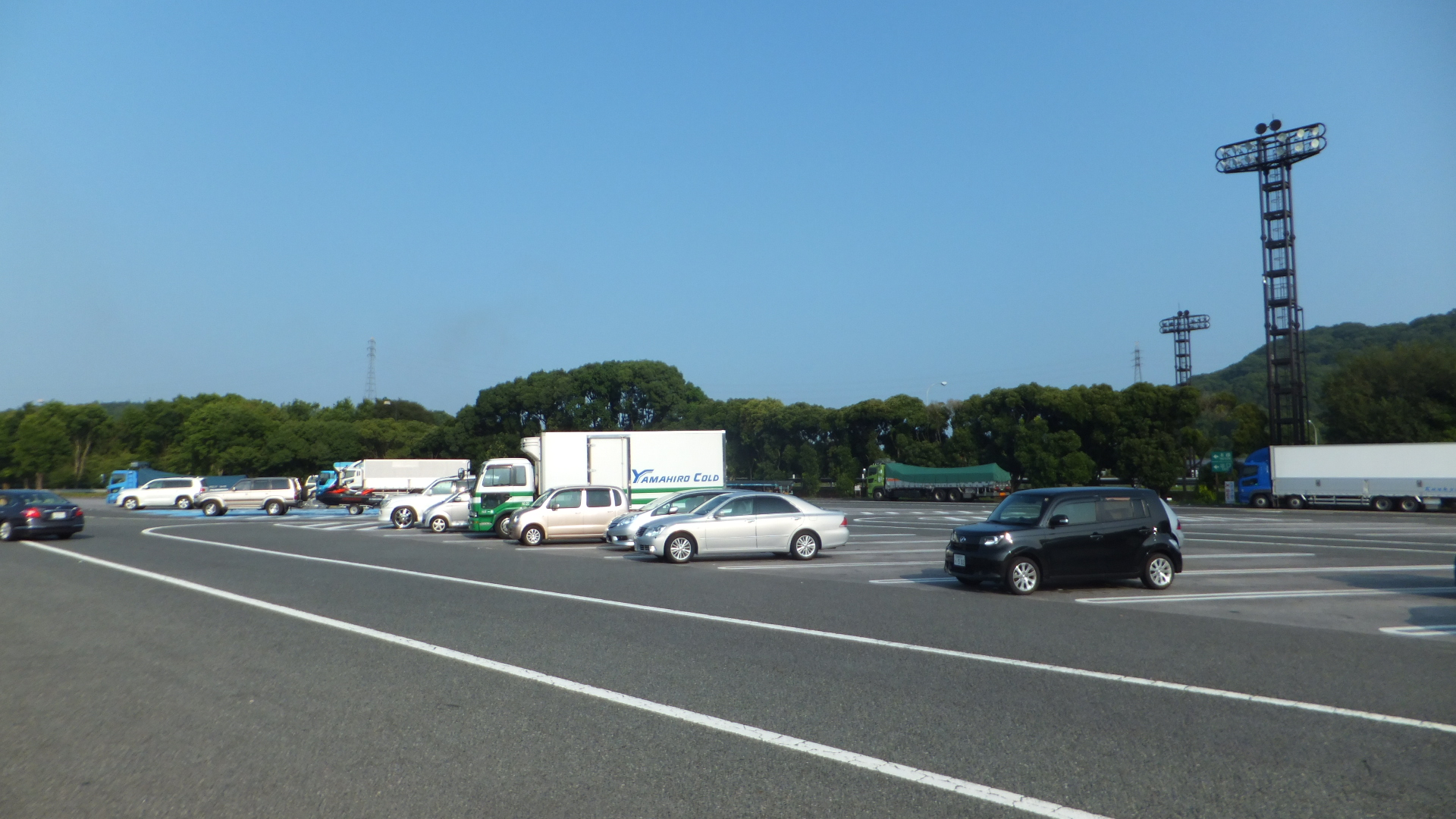
上り線駐車場

龍野西ICに併設されている。神戸方面・山口方面ともに当SAから龍野西ICの利用はできるが、龍野西ICから当SAの利用はできない。
以前は竜野西サービスエリアという名称であったが、2003年（平成15年）3月29日の播磨自動車道播磨JCT - 播磨新宮IC間開通に合わせて龍野西サービスエリアと名称変更された。2006年（平成18年）10月19日より、下り線のサービスエリアはウェルカムゲートを通して一般道路からも利用出来るようになり、その後、上り線のサービスエリアにも設置された。　
2008年（平成20年）9月に男性用、12月19日に女性用トイレがリニューアルオープンをした。

## 施設
KRフードサービスが上下線の施設を運営している。

### 上り線（神戸方面）
- 駐車場[2]
  - 大型：94台
  - 小型：103台
  - 二輪：4台
  - トレーラー：4台
  - 身障者用
    - 小型：3台
- トイレ[2]
  - 男性：大11（和式2・洋式9）・小14・キッズトイレ（男児用1:洋式1）
  - 女性：33（和式4・洋式29）・キッズトイレ（男児用1:洋式1）
  - 身障者用：1
- ガソリンスタンド（出光興産（西日本宇佐美、24時間））[2][3]。
- レストラン「かごの屋」（7:00 - 22:00）[2]
  - 2016年10月20日より、KRフードサービスが運営している[4][5]。
- スナックコーナー（24時間）[2]
- ショッピングコーナー（24時間）[2]
- 自動販売機
- インフォメーション・FAXサービス（平日9:00 - 18:00、休日9:00 - 19:00）[2]
- 無線LANサービス[2]
  - ソフトバンクWi-Fi
  - W-NEXCO Free Wi-Fi
- ベビーカー貸し出し（平日9:00 - 18:00、休日9:00 - 19:00）[2]
- 自動体外式除細動器（AED）[2]
- ウェルカムゲート（7:00 - 22:00）[2]
  - 駐車場：9台
- ハイウェイスタンプ（24時間）[2]
- ETC利用履歴発行プリンター（24時間）[2]
- 車椅子貸し出し（24時間）[2]
- 電気自動車急速充電設備（24時間）[6]

### 下り線（岡山方面）
2006年（平成18年）10月19日からウェルカムゲートを通して徒歩にて施設内に出入りする事ができるようになった。車両の場合はインターチェンジ隣接の駐車場（10台）を利用する。
- 駐車場[7]
  - 大型：85台
  - 小型：120台
  - 二輪：4台
  - トレーラー：4台
  - 身障者用
    - 小型：3台
- トイレ[7]
  - 男性：大11（和式2・洋式9）・小14・キッズトイレ（男児用1:洋式1）
  - 女性：33（和式4・洋式29）・キッズトイレ（男児用1:洋式1）
  - 身障者用：1
- ガソリンスタンド（ENEOS（加西商事、24時間））[7]
- レストラン『籠の蔵』（7:00 - 22:00）[7]
- スナック（24時間）[7]
- オープンカフェ「UCC CAFE MERCADO」（7:00 - 20:00）[7]
- 専門店（ 24時間）[7]
  - ベーカリー＆カフェ『播磨珈琲』9:00～18:00
- ショッピングコーナー（24時間）[7]
- 宝くじ（10:00 - 16:00）[7]
- 自動販売機
- インフォメーション・FAXサービス（平日8:00 - 17:00、休日7:00 - 17:00）[7]
- 無線LANサービス[7]
  - ソフトバンクWi-Fi
  - W-NEXCO Free Wi-Fi
- ベビーカー貸し出し（平日8:00 - 17:00、休日7:00 - 17:00）[7]
- 自動体外式除細動器（AED）[7]
- ウェルカムゲート（7:00 - 22:00）[1][7]
  - 駐車場：10台
- ハイウェイスタンプ（24時間）[7]
- ETC利用履歴発行プリンター（24時間）[7]
- 車椅子貸し出し（24時間）[7]
- 電気自動車急速充電設備（24時間）[8]

## 隣
E2 山陽自動車道
(8)龍野IC - (9)龍野西IC - 龍野西SA - (9-1)播磨JCT - (BS)相生BS - (10)赤穂IC